# Antonio Balasso
Antonio Balasso, detto Toni (Schio, 13 giugno 1919 – Schio, 12 settembre 1993), è stato un aviatore italiano dell'Aeronautica militare pluridecorato durante la Seconda guerra mondiale e membro delle Tigri Bianche, Pattuglia Acrobatica Nazionale.

## Biografia
Nacque a Schio il 13 giugno 1919.
Si avvicinò al volo partecipando ad un concorso per allievi piloti di aliante della Regia Aeronautica. Si arruolò volontario nella Regia Aeronautica in qualità di allievo sergente pilota il 1º febbraio 1939, addestrandosi al pilotaggio a bordo dei biplani. Divenne pilota militare (addestrato al combattimento) a soli 20 anni con D.M. 467 del 20 marzo 1940 assegnato al 51ª Aerobrigata.
Dall'anno seguente prese parte alla Seconda guerra mondiale, sul fronte del Mediterraneo, in Grecia e Albania e in Russia, decorato a 23 anni con una Medaglia d'argento al valor militare sul campo, a 24 anni con una Medaglia di bronzo al valor militare e a 25 anni con una Croce di guerra al valor militare.
Con la ripresa dell'aviazione nel dopoguerra, fu selezionato per fare parte delle prime pattuglie acrobatiche. Già nel 1948 volando con i Supermarine Spitfire Mk.IX, in pattuglia con Biasiol, Caponetti, Franchini, Turchi, comandati dal colonnello Sforza vinse la coppa "Zerbinati", gara tra pattuglie acrobatiche degli stormi da caccia, svoltasi a Napoli tra il 20-24 maggio 1948.
Nel 1953 entrò a far parte della prima pattuglia acrobatica della 51ª Aerobrigata (proveniente dal 20º e 21º Gruppo con sede ad Aviano e Treviso Sant'Angelo) che volava sull'aereo Republic F-84G Thunderjet. Nella pattuglia creata ai primi di luglio, Antonio Balasso volava come gregario sinistro, il comandante era il magg. Mario Bellagambi con tenente Roberto Di Lollo (gregario destro) sostituito ad agosto con il capitano Michele Colagiovanni e il maresciallo Italo Rossini (fanalino). La formazione si allenava nel tempo libero.
I maggiori successi e soddisfazioni professionali e personali iniziarono per Balasso nel 1955 quando la sua pattuglia acrobatica venne battezzata "Tigri bianche", nome ispirato alla tradizione del 21º Gruppo che ha come emblema la tigre e il bianco come colore distintivo e che venne disegnata su fondo celeste.
Tra il 1955-1960 Balasso decise di ritornare ad abitare a Schio da Treviso, dove aveva l'alloggio di servizio.
Dal 1961 al 1972 prestò servizio presso l'aeroporto di Vicenza e Tonezza. Si congedò il 13 giugno 1972.

## Onorificenze
- Medaglia d'oro della città Schio (25 maggio 1957) - “Il Consiglio Comunale di Schio nell'intesa di dare un riconoscimento al Maresciallo Pilota Antonio Balasso che nella 51ª Aerobrigata, ha acquistato fama internazionale, quale componente della pattuglia di alta acrobazia onorando l'aeronautica militare e la città natale ha deliberato di conferirgli la Medaglia d'Oro della Città.” Il Sindaco Carlo Gramola
- Medaglia d'oro al maresciallo Antonio Balasso che ha onorato il nome di Schio nello sport azzurro Sindaco Beggio, 1974
- Schio - Cà Trenta. Inaugurazione del Parco del Volo dedicato al M.llo Pilota Antonio "Toni" Balasso, con doppio passaggio della PAN - Pattuglia Acrobatica Nazionale. 13 giugno 2005
- Inaugurazione del Vicolo intitolato a Antonio Balasso. Schio 27 novembre 2012.